# Pinjas Cohen Gan

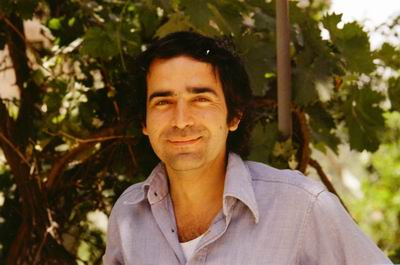

Pinjas Cohen Gan (en hebreo: פנחס כהן גן) es un pintor y escultor israelí, nacido en la ciudad marroquí de Meknes en 1942.

## Biografía
A los siete años de edad llegó a Israel para establecerse en Kiriat Bialik. A la postre sirvió en la Brigada Nájal del Ejército de Israel. En 1968, mientras estudiaba en la Academia Bezalel de Arte y Diseño, fue víctima de un atentado terrorista ocurrido en el mercado Majané Iehuda de Jerusalén. 
Una vez graduado de Bezalel en 1970 continuó sus estudios en la Central Saint Martin School de Londres, en la Universidad Hebrea de Jerusalén (culminando sus estudios de Historia del Arte y Sociología), y la Universidad de Columbia en Nueva York, donde estudió junto a Meyer Schapiro, obteniendo un Máster en Fine Arts.

## Concepción artística
Cohen Gan recurre a diversos formatos y materiales, y es conocido por el público y la crítica como un pintor abstracto conceptual, que yuxtapone el individuo y su medio ambiente y enfrenta los hombres a realidades “científicas”. Frecuentemente sus trabajos incluyen figuras sin rostros ubicadas en espacios no definidos.
Es conocido también por haber escrito un léxico de la terminología artística, así como diversos tratados sobre los vínculos entre el Arte y la Ciencia. 
La obra de Cohen Gan se caracteriza como arte de vanguardia, aunque el artista afirma considerarse como un pintor clásico. Según la crítica israelí de arte Talia Rapaport, ambas consideraciones son correctas, ya que el encuentro de elementos clásicos y vanguardistas es una faceta de la dialéctica compuesta de su producción artística, y la base filosófica de su creación le otorga una fundamentación interna más significativa.  

## Reconocimiento
En 2008 se le entregó el Premio Israel en la categoría pintura como reconocimiento a su exitosa carrera de más de 40 años. Al recibir el premio afirmó que “El Premio Israel no es a la creación. Se trata de un premio mucho mayor, un premio intelectual. Me siento triste de que mis padres no estén vivos para ver que finalmente lo que hice trasciende”.